# Kathrin Angerer
Kathrin Angerer (Oranienbourg, 1970) est une actrice allemande.

## Filmographie
- 2006 : Le Perroquet rouge
- 2017 : Sur les traces du passé : Eva Bergmann
- 2018 : Gundermann :

## Télévision
- 2008 : Berlin Brigade Criminelle
- 1997 : Alerte Cobra